# Дело Андрея Трофимова

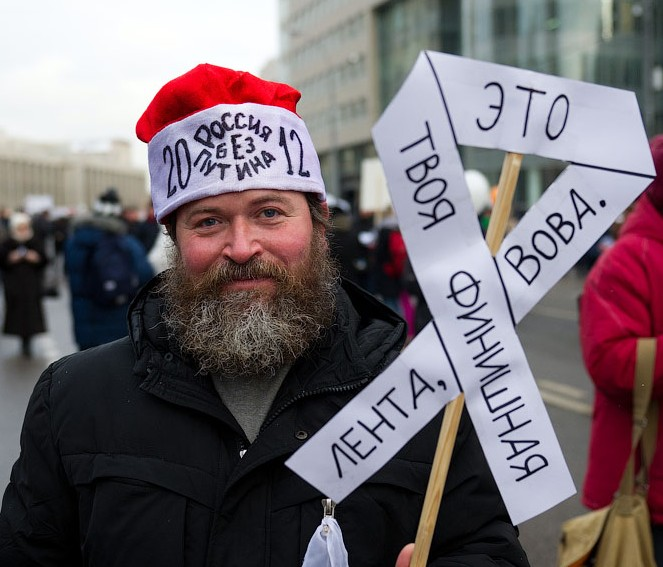
Андрей Трофимов на протестах в Москве, 2011 год

Дело Андрея Трофимова — серия идущих с 2022 года политических уголовных процессов против российского антивоенного активиста Андрея Николаевича Трофимова.
Сразу после начала полномасштабного российского вторжения на территорию Украины Андрей Трофимов стал активно публиковать в Сети материалы против вторжения и режима Владимира Путина и в поддержку Украины. В мае 2022 года он был арестован и в 2023 приговорён за свои публикации к 10 годам заключения, после повторного процесса в 2025 году, обвинения которого основывались, в основном, на последнем слове Трофимова по первому делу, его приговорили к 13 годам лишения свободы с поглощением первого срока.
«Мемориал» относит Андрея Трофимова к политзаключённым. Находясь в заключении, он продолжает протесты, публикует публицистические статьи.

## Биография Андрея Трофимова
Андрей Николаевич Трофимов родился 16 сентября 1966 года в Москве. Окончил МВТУ им. Баумана. Женат; с конца 1990-х по начало 2010-х воспитание детей было основным занятием Трофимова.
Андрей Трофимов всегда занимал активную продемократическую позицию: поддержал Ельцина в 1987 году, в 1991 году был на баррикадах у Белого дома во время августовского путча, публиковал публицистические статьи в «Русском журнале» и на «Каспаров.Ru», участвовал в протестах 2010-х. На акции в защиту Ивана Голунова был задержан и оштрафован; впоследствии Европейский суд по правам человека присудил ему компенсацию за этот эпизод.

## Публикации о войне
После начала полномасштабной войны России против Украины Трофимов стал активно публиковать во ВКонтакте сообщения в поддержку Украины и её права на самооборону. Он писал о жертвах среди мирного населения Украины, потерях российской армии, призывал убивать российских военных преступников, «чекистов, сотрудников Росгвардии и прочих путинских орков». Кроме того, он пытался вступить в легион «Свобода России».
Я хочу воевать на стороне Украины. Я российский гражданин, и эта война и за будущее Украины, и за будущее России. 24 февраля 2022 из ада вырвались черти, и сейчас необходимо силой оружия вернуть их в ад. Вместе с их предводителем злобным плешивым карликом, имя которому — #ху…ло.

## Преследование российскими властями
7 мая 2022 года Андрей Трофимов был арестован ФСБ на своей даче близ Конаково, где он проживал, и с тех пор находится в заключении. Он обвинялся и был признан российским судом виновным в «публичных призывах к осуществлению экстремистской деятельности с использованием сети “Интернет”» (ч. 2 ст. 280 УК РФ) и «публичном распространении заведомо ложной информации об использовании ВС РФ по мотивам политической ненависти» (ч. 2 ст. 207.3 УК РФ) за свои публикации в интернете, а также в приготовлении к «участию на территории иностранного государства в вооружённом формировании, не предусмотренном законодательством данного государства, в целях, противоречащих интересам Российской Федерации» (ч. 2 ст. 208 УК РФ) за попытку вступить в легион «Свобода России». Приговор по этим делам — 10 лет заключения в колонии строго режима с последующим ограничением свободы — был вынесен в 2023 году и оставлен в силе после обжалования в 2024 году.
В следственном изоляторе и на судебных заседаниях по своему процессу Трофимов продолжил протесты против Путина и в поддержку Украины (в частности, написал просьбу президенту Украины об украинском гражданстве), а также продолжает публиковаться на сайте «Каспаров.Ru». В связи с этим в 2025 году он был признан виновным в «дискредитации армии» и «публичном оправдании терроризма» (ст. 280.3 и 205.2 УК РФ, соответственно), и его срок заключения был увеличен до 13 лет.
Согласно «Мемориалу», преследование Андрея Трофимова — политическое (в частности, таковым является любое преследование по статье 207.3 УК РФ), а он сам — политический заключённый.

## Отзывы современников о Трофимове
Политзаключённая Людмила Разумова, отвечая на вопрос анкеты Б. Акунина "Есть ли — в прошлом или настоящем — человек, которого Вы считаете образцом для подражания?", писала:

Все те, кто не молчит, безропотно прячась за чужие спины, те, кто в ладу со своей совестью и любит свою страну по-настоящему, без истерии и лозунгов, а тихо и всем сердцем. С одним из таких людей познакомилась в Тверском СИЗО — это Андрей Трофимов, человек чести, смелости и благородства.